# Pseudopolycentropodidae
Pseudopolycentropodidae — вимерла родина скорпіонових мух, що існувала існувала впродовж тріасу, юри та крейди (247—95 млн років тому). Викопні рештки представників родини знайдені у Великій Британії, Франції, Німеччині, США, Киргизстані, Китаї, Казахстані та М'янмі.

## Опис
Це були кровосисні комахи, завдовжки до 1 см. Pseudopolycentropodidae мали лише одну пару крил (інша була редукована). Крила були вузькими з редукованим жилкуванням. Хоботок складався з двох стулок — подовжених галеа (зовнішні придатки максилл). Під цими стулками знаходився непарний стилетоподібний придаток з харчовим каналом всередині — гіпофаринксом. Максилярні щупики були укороченими.

## Види
- Dualula
  - Dualula kachinensis
- Pseudopolycentropus
  - Pseudopolycentropus daohugouensis
  - Pseudopolycentropus janeannae
  - Pseudopolycentropus latipennis
  - Pseudopolycentropus madygenicus
  - Pseudopolycentropus novokshonovi
  - Pseudopolycentropus obtusus
  - Pseudopolycentropus perlaeformis
  - Pseudopolycentropus triangularis
  - Pseudopolycentropus triasicus
- Pseudopolycentropodes
  - Pseudopolycentropodes virginicus
- Parapolycentropus
  - Parapolycentropus burmiticus
  - Parapolycentropus paraburmiticus
- Sinopolycentropus
  - Sinopolycentropus rasnitsyni